# M6 Nancy
M6 Nancy est chargé de produire le 6 Minutes Nancy, (Six' Nancy dès 2003) le décrochage local du 6 Minutes M6 à Nancy, diffusé du lundi au vendredi à 20 h 35 (sauf jours fériés et congés scolaires) de avril 1994 à 2008. Le décrochage local est retransmis depuis l'émetteur de Malzéville sur le canal analogique 43 et le multiplex R4 numérique canal 58 dans une grande partie de la Lorraine.

## M6 Nancy
Le 6 Minutes Nancy, (Le Six' Nancy à partir de 2003) est un journal télévisé tout en images diffusé du lundi au vendredi vers 20 h 37 (sauf jours fériés et congés scolaires) d'avril 1994 à avril 2008. Les bureaux de rédaction sont initialement situés au 4, rue Raymond-Poincaré, face à la Tour Thiers, à proximité de la gare de Nancy.
Ce décrochage local traitant de l'actualité politique, économique, sociale et culturelle de Lorraine se terminant par un bulletin météo au ton souvent décalé. 
Le premier rédacteur en chef Martin Igier est issu de la rédaction de RTL Télévision. Parmi les rédacteurs en chef, suit Nicolas Albrand, lui aussi vient de RTL TV (aujourd'hui RTL9).
Le 6 Minutes Nancy est ensuite produit en collaboration avec le quotidien régional L'Est républicain et réalisé depuis le studio rue Saint-Jean, au centre de Nancy.
L'édition locale du 6 Minutes Nancy s'arrête le vendredi 25 avril 2008 et M6 ferme la même année l'ensemble de ses éditions locales, une partie de l'équipe reste reporter local en Lorraine, pour la nouvelle édition d'informations mise en place, le 19:45.

## Articles Connexes
- Groupe M6 | M6 | Le Six'
- L'Est républicain